# Yêu trai trẻ (đồng tính)

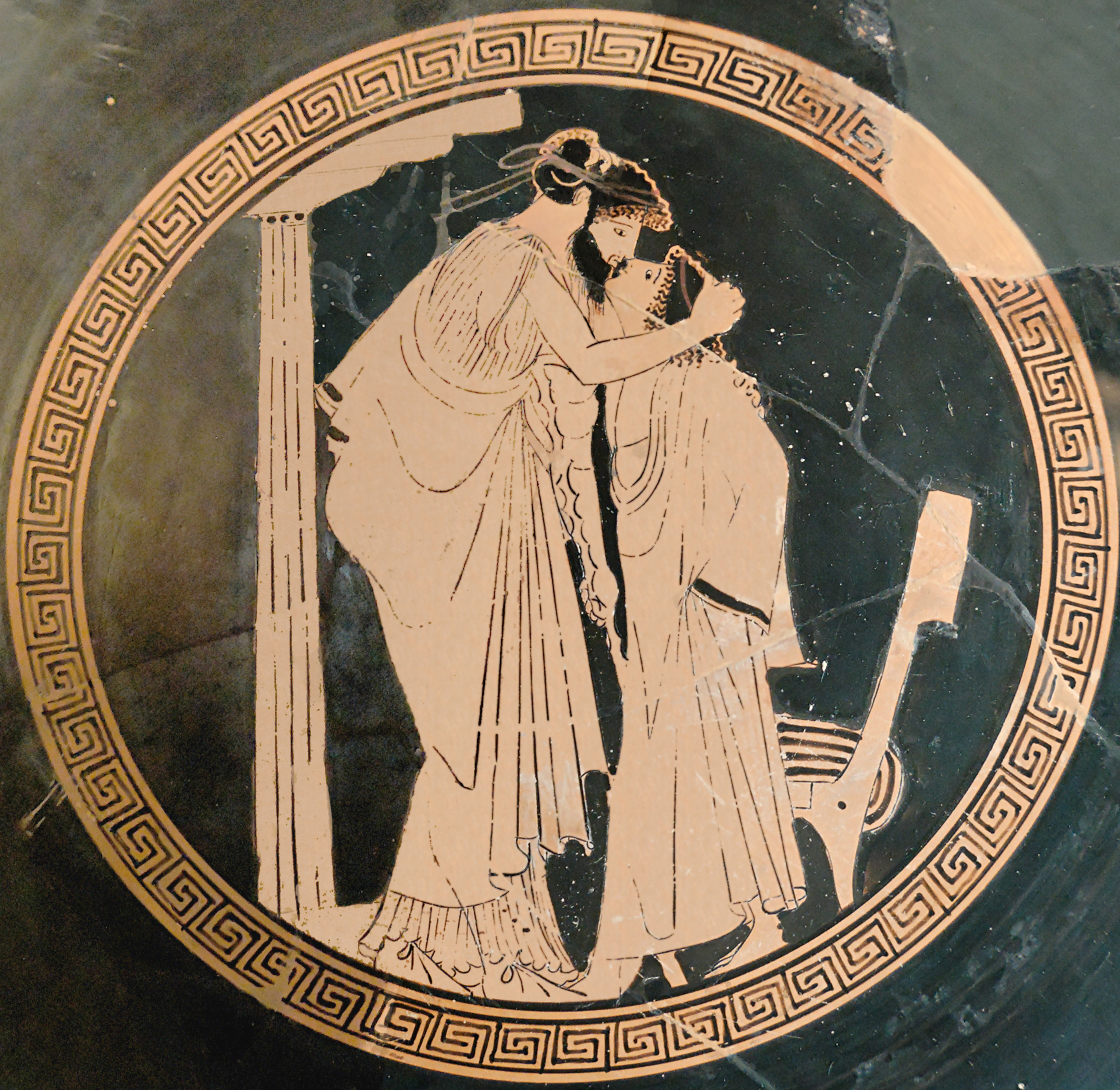
Tình yêu và nụ hôn
hình trên một chiếc cốc Athen thế kỷ 5 TCN, vẽ bởi một họa sĩ Briseis. Louvre

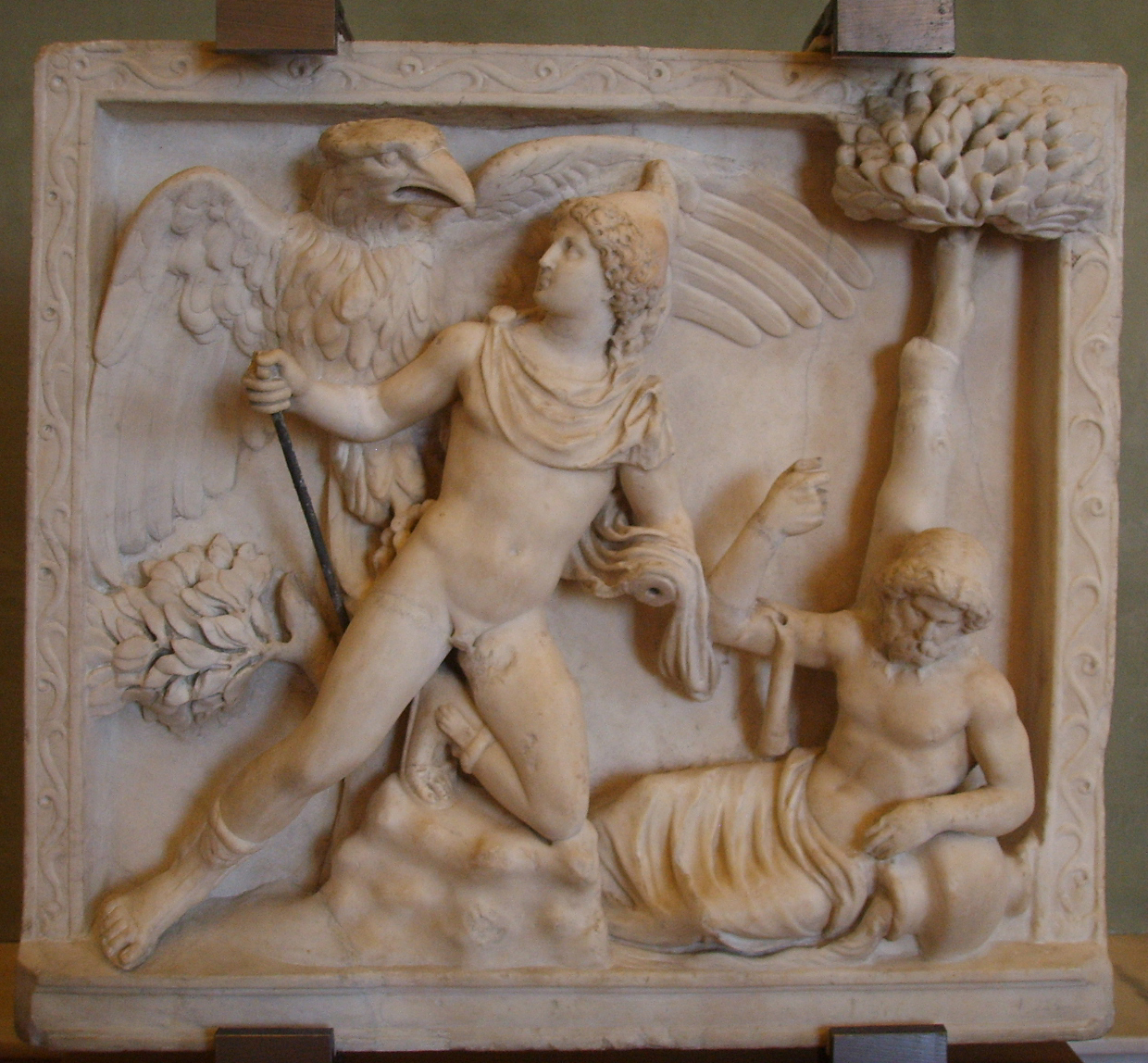
Zeus (hay Jupiter) trong hình dạng một con đại bàng, bắt cóc Ganymede;
phù điêu La Mã thế kỷ 1 CN

Yêu trai trẻ hay thiếu niên ái (tiếng Anh: pederasty) là mối quan hệ giữa một người đàn ông lớn tuổi hơn và một nam thiếu niên ngoài gia tộc. Từ pederasty trong tiếng Anh xuất phát từ từ paiderastia tiếng Hy Lạp có nghĩa là tình yêu của những con trai.
Trong lịch sử, thiếu niên ái đã có dưới nhiều dạng phong tục và thói quen trong các nền văn hóa khác nhau. Hình thái thiếu niên ái thay đổi theo thời gian, có lúc được xem là một lý tưởng, có lúc bị xem là tội lỗi. Trong lịch sử châu Âu, sự biểu hiện văn hóa có cấu trúc nhất là thiếu niên ái kiểu Athen và trở nên nổi bật nhất vào thế kỷ 6 TCN. Những dạng thiếu niên ái Hy Lạp là đề tài của các tranh luận triết học trong đó dạng xác thịt không được tán thành so với các dạng nghệ thuật khiêu dâm nhưng vừa phải và mang tính chất tinh thần.
Mặt pháp luật của thiếu niên ái ở hầu hết các nước hiện tại dựa trên quy định về tuổi quan hệ tình dục. Những dạng thiếu niên ái bất hợp pháp được coi là lạm dụng tình dục trẻ em.